# Membran-Entlüftungspumpe
Eine Membran-Entlüftungspumpe ist eine Membranpumpe als Entlüftungseinrichtung von Feuerlöschpumpen der Feuerwehren.

## Funktion
Die Membran-Entlüftungspumpe ist auf der Ansaugseite über Entlüftungskanäle direkt mit der Druckseite der Feuerlöschkreiselpumpe (Vorbaupumpen) bzw. auch durch Leitungen (Heckpumpen) verbunden.

## Aufbau
Die Membran-Entlüftungspumpe besteht aus einem Pumpengehäuse mit Ansaugkanälen und Einlassventilen, einem Exzenter, welcher direkt auf der auf Laufradwelle montiert ist, zwei Kolbenstangen mit Membranteller, Auslassventilen und Druckfedern.

## Arbeitsweise
Der Exzenter wird direkt von der Laufradwelle angetrieben.
Beim Entlüften („Ansaugen“) wird die Kolbenstange mit Membranteller durch den Exzenter entgegen der Federkraft nach außen gedrückt. Durch den entstehenden Unterdruck öffnet das Einlassventil und die Luft strömt aus der Feuerlöschkreiselpumpe in den Ansaugraum ein.
Beim Ausstoßhub wird die Kolbenstange mit Membranteller durch die Druckfeder nach innen gedrückt. Dabei entsteht Überdruck, der das Einlassventil schließt. Gleichzeitig öffnet sich das Auslassventil und die Luft wird durch den Auslasskanal ins Freie gedrückt.
Bei einem Ausgangsdruck von ca. 2 bar wird die Entlüftungspumpe abgeschaltet. Die Kolbenstange mit Membranteller befindet sich in der äußeren Stellung und schließt das Auslassventil.
Die Membran-Entlüftungspumpe erreicht bei etwa der Hälfte der Höchstdrehzahl ihre beste Leistung.